# Verbotene Liebe (singel)
Verbotene Liebe – singiel promujący album rapera Alpa Gun pod tytułem Geladen und Entsichert. Do utworu został nakręcony klip, w którym gościnnie śpiewa Muhabbet.